# Múrcia (mitologia)

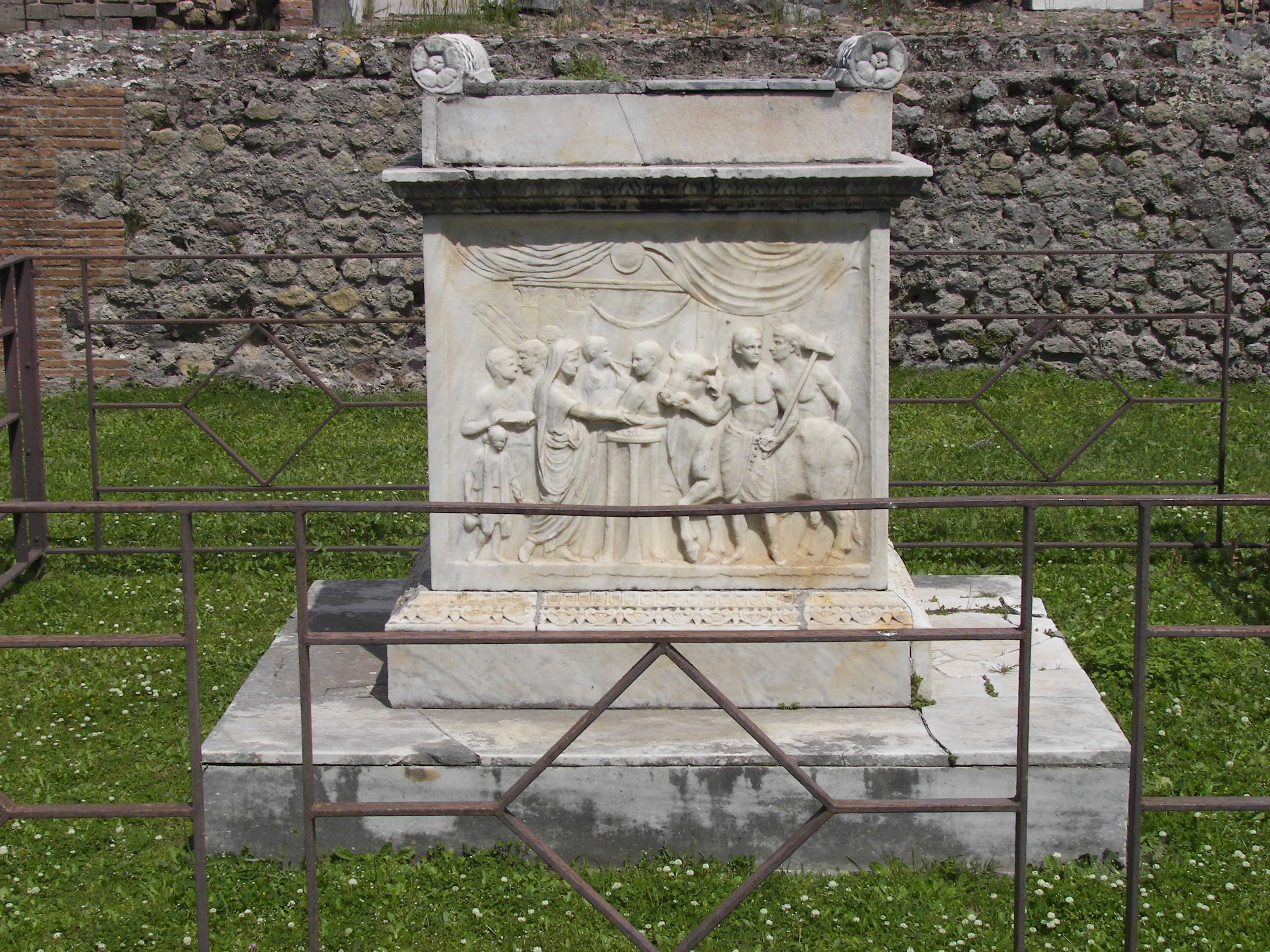
A diferència dels temples dels déus principals, el santuari de Múrcia no tenia estàtua, consistia en un simple altar com aquest de la imatge

Múrcia és una deessa de la mitologia romana. El seu nom de vegades acompanya el de Venus, però alguns historiadors creuen que és anterior a la més popular Venus. Els diferents noms d'aquesta deessa en llatí són: Murcia, Murtia, Murtea, Myrtea o Mirtea.

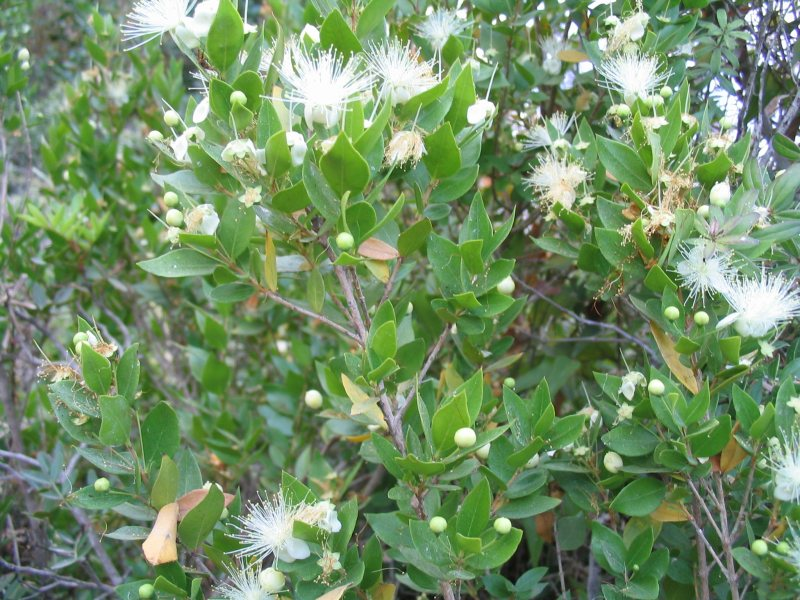
Es creu que el nom de Murcia té relació amb la murtra

El nom Murcia també està connectat amb la planta de nom murtra, en llatí mŭrtus. Aquesta planta era un símbol de Venus i això va fer que de vegades aparegui escrit Venus Murtia o també "Venus Murcia". Durant la primera expansió del cristianisme es va relacionar la paraula Murcia amb l'adjectiu murcus o murcidus, que vol dir "mandrós, inactiu", i d'aquí es va dir que Murcia era la deessa de la peresa i la lassitud.
Segons Platner i Ashby, amb l'ampliació del Circ Màxim el santuari de la deessa va quedar inclòs dins el recinte i el seu nom es va conservar en alguns topònims de la zona com la Via di Valle Murcia i el Roseto Comunale di Valle Murcia. També s'ha proposat que la ciutat española Múrcia s'hagi originat a partir d'aquesta deessa.
Segons narrava l'historiador Titus Livi, Múrcia tenia un temple a la part baixa de l'Aventí, a prop del Palatí. Anteriorment el turó de l'Aventí se l'anomenava Murcus i d'aquí vindria l'adjectiu murtius o murcius amb què es coneixien els pals que indicaven el final de trajecte a les curses que es feien al Circ Màxim, que estaven situats a la vall entre l'Aventí i el Palatí. El lloc de culte d'aquesta deessa és descrit per diferents autors clàssics fent servir les paraules: ara vetus (altar antic), sacellum (petit temple sense sostre), fanum (recinte sagrat) i aedes (petit santuari que no ha estat consagrat formalment); totes elles venen a indicar una probable construcció senzilla i antiga constituïda per un simple altar, potser envoltat d'un mur baix. El santuari estava envoltat d'un bosquet de murtra.